# Allichamps
Allichamps é uma comuna francesa na região administrativa de Grande Leste, no departamento de Haute-Marne. Estende-se por uma área de 2,74 km². Em 2010 a comuna tinha 355 habitantes (densidade: 129,6 hab./km²).